# 布氏長嘴鱲
布氏长嘴鱲（学名：Raiamas buchholzi）为輻鰭魚綱鯉形目鲤科长嘴鱲屬的鱼类。分布於非洲喀麥隆至剛果民主共和國南部，體長可達14公分，棲息在中底層水域。